# Músculo longo da cabeça
O músculo longo da cabeça, também conhecido como músculo grande reto anterior da cabeça é um músculo do pescoço, localizado no plano muscular mais profundo da loca ântero-lateral do pescoço e pertencendo ao grupo dos músculos vertebrais anteriores. É o músculo mais volumoso e superficial deste grupo. É um músculo par, de forma aproximadamente triângular de base superior.

## Descrição
Mais largo em cima do que em baixo, o músculo longo da cabeça é achatado em sentido ântero-posterior e estende-se desde a face inferior da apófise basilar do osso occipital até às apófises transversas da coluna cervical.
Inferiormente, o músculo insere-se por 4 tendões nos tubérculos transversários anteriores da 3ª, 4ª, 5ª e 6ª cervicais. A junção dos tendões origina o corpo carnoso do músculo, que apresenta uma direcção vertical abrindo em leque para fora, cujas fibras terminam na face profunda ou posterior de uma lâmina tendinosa que cobre a porção média da face anterior do músculo. Desta lâmina nascem outras fibras carnosas, que mantém a direcção, que se inserem, superiormente, por meio de feixes tendinosos na fosseta triângular da apófise basilar do occipital, adiante da inserção do músculo reto anterior da cabeça, ou músculo pequeno reto anterior e para trás e para fora do tubérculo faríngeo. Algumas destas fibras vão inserir-se mais externamente na fibrocartilagem pétro-basilar e na face infero-posterior do rochedo, para dentro da abertura do canal carotidiano.

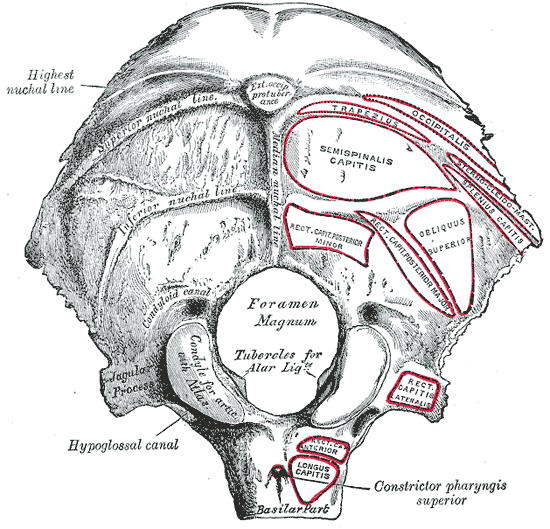
Face externa do osso occipital.

## Relações Anatómicas
O músculo longo da cabeça cobre por trás os músculos reto anterior e longo do colo, que o separam da coluna vertebral. Encontra-se revestido, à semelhança dos demais músculos vertebrais anteriores, pela aponevrose cervical profunda. Adiante da aponevrose vão localizar-se o feixe vásculo-nervoso do pescoço, constituido pela veia jugular interna, pelas artérias carótidas e pelo nervo vago (X par de nervos cranianos), assim como o nervo grande simpático e a faringe.

## Vascularização
Este músculo é inrrigado pela artéria cervical ascendente, ramo da artéria subclávia pelo tronco tiroidocervical.

## Inervação
O músculo longo da cabeça é enervado por 3 ou 4 ramos dos três primeiro nervos cervicais. A extremidade inferior do músculo pode receber um ramo muito fino do 4º nervo cervical.

## Ação
O músculo longo da cabeça ou grande reto anterior, quando se contrai flete a cabeça sobre a coluna cervical, ou as primeiras cervicais sobre as seguintes. Quando os músculos esquerdo e direito não contraem em simultâneo, a cabeça sofre um ligeiro movimento de rotação para o lado do músculo contraído.

## Variedades
O número de feixes tendinosos de inserção, tanto supeirores como inferiores, é bastante variável, podendo mesmo haver tendões de inserção no atlas e no axis.